# Myeongjong (Joseon)
Myeongjong (koreanisch: 명종) (* 3. Juli 1534 in Hanseong, Joseon; † 2. August 1567 ebenda) war während seiner Regierungszeit von 1545 bis 1567 der 13. König der Joseon-Dynastie (조선 왕조) (1392–1910) in Korea.

## Leben
Yi Hwan (이환), wie König Myeongjong zu seiner Geburt genannt wurde, war der zweitgeboren Sohn von König Jungjong (중종) und erster Sohn von Königin Munjeong (문정), Jungjongs dritter Frau. Als König Injong (인종) 1545 verstarb, war Yi Hwan erst elf Jahre (zwölf nach koreanischer Rechnung) alt, als er als nächster in der Thronfolge zum König gekrönt wurde. Seine Mutter Königin Munjeong, die einen durchsetzungsstarken Willen besaß, übernahm für ihn zunächst die Regierungsgeschäfte, die sie aus dem Hintergrund aber mit Nachdruck betrieb. Sie war an insgesamt 45 nationalen Angelegenheiten aktiv beteiligt. Dass sie buddhistisch-religiöse Riten für sich und ihren Sohn abhielt, führte zu Spannungen am konfuzianisch ausgerichteten Hofe. Die Konflikte wurden zwischen dem Yun-Klan, der hinter der Königin Munjeong stand, den neokonfuzianischen Gelehrten und den sich verdient gemachten Eliten ausgetragen.
1553 übernahm dann König Myeongjong die Regierungsgeschäfte vollständig, doch der Einfluss seiner Mutter blieb. Dies sollte sich erst ändern, als sie im Jahr 1565 verstarb. König Myeongjong stärkte seine Macht und gab auch den neokonfuzianischen Gelehrten am Hofe und in der Regierung wieder einen stärkeren Einfluss.
Doch seine Regierungszeit ohne den Einfluss seiner Mutter, weilte lediglich zwei Jahre. Er verstarb am 2. August 1567 und wurde im königlichen Grabmal Gangneung (강릉), das heute im Stadtteil Nowon-gu (노원구) von Seoul liegt, beerdigt. Dort wurde auch seine Frau, Königin Insun, die 1575 verstarb, beigesetzt.